# Zu (zespół muzyczny)
Zu – trio pochodzące z Rzymu, grające muzykę awangardową.

## Muzycy
- Luca Mai - saksofon
- Massimo Pupillo - gitara basowa
- Jacopo Battaglia - perkusja

### Współpracownicy
- Roy Paci
- Eugene Chadbourne
- Fred Lomberg Holm
- Jeb Bishop
- Ken Vandermark
- Spaceways inc.
- Mats Gustafsson
- Xabier Iriondo
- Nobukazu Takemura

## Dyskografia
- 1999 – Bromio
- 2000 – The Zu Side of the Chadbourne
- 2001 – Motorhellington
- 2002 – Igneo
- 2003 – Live in Hellsinki
- 2004 – Radiale
- 2005 – The Way of the Animal Power
- 2005 – How to Raise an Hox
- 2005 – Zu v/s Dälek (split)
- 2006 – Rai Sanawachi Koe Wo Hassu
- 2006 – Zu/Iceburn (split)
- 2007 – Identification with the Enemy - A Key to the Underworld
- 2007 – 7" Picture Disk
- 2009 – Carboniferous